# Anderten (Heemsen)
Anderten ist ein Ortsteil der Gemeinde Heemsen, im Landkreis Nienburg/Weser in Niedersachsen mit rund 250 Einwohnern.

## Geographie
Anderten liegt an der Bundesstraße 209 zwischen den Orten Gadesbünden und Rethem. Es grenzt an den Landkreis Heidekreis an. Der Ort befindet sich östlich des Waldgebietes Eystruper Bruch und liegt nördlich des Lichtenmoor. Die Gräben Wölpe, Schwarze Riede und Schipsegraben durchqueren die Gemarkung Anderten.
Anderten besitzt keine eigene Postleitzahl, diese wird mit Heemsen geteilt. Auch gibt es keine Straßennamen, sondern nur Hausnummern, die nach der Reihenfolge der Errichtung der Wohnhäuser vergeben wurden bzw. werden. Kirchlich ist die Kapellengemeinde Anderten Teil des Kirchspiels Heemsen (seit ca. 1904, seit 2012 Kirchengemeinde Heemsen-Drakenburg). Davor gehörte Anderten zum Kirchspiel Eystrup.

## Geschichte

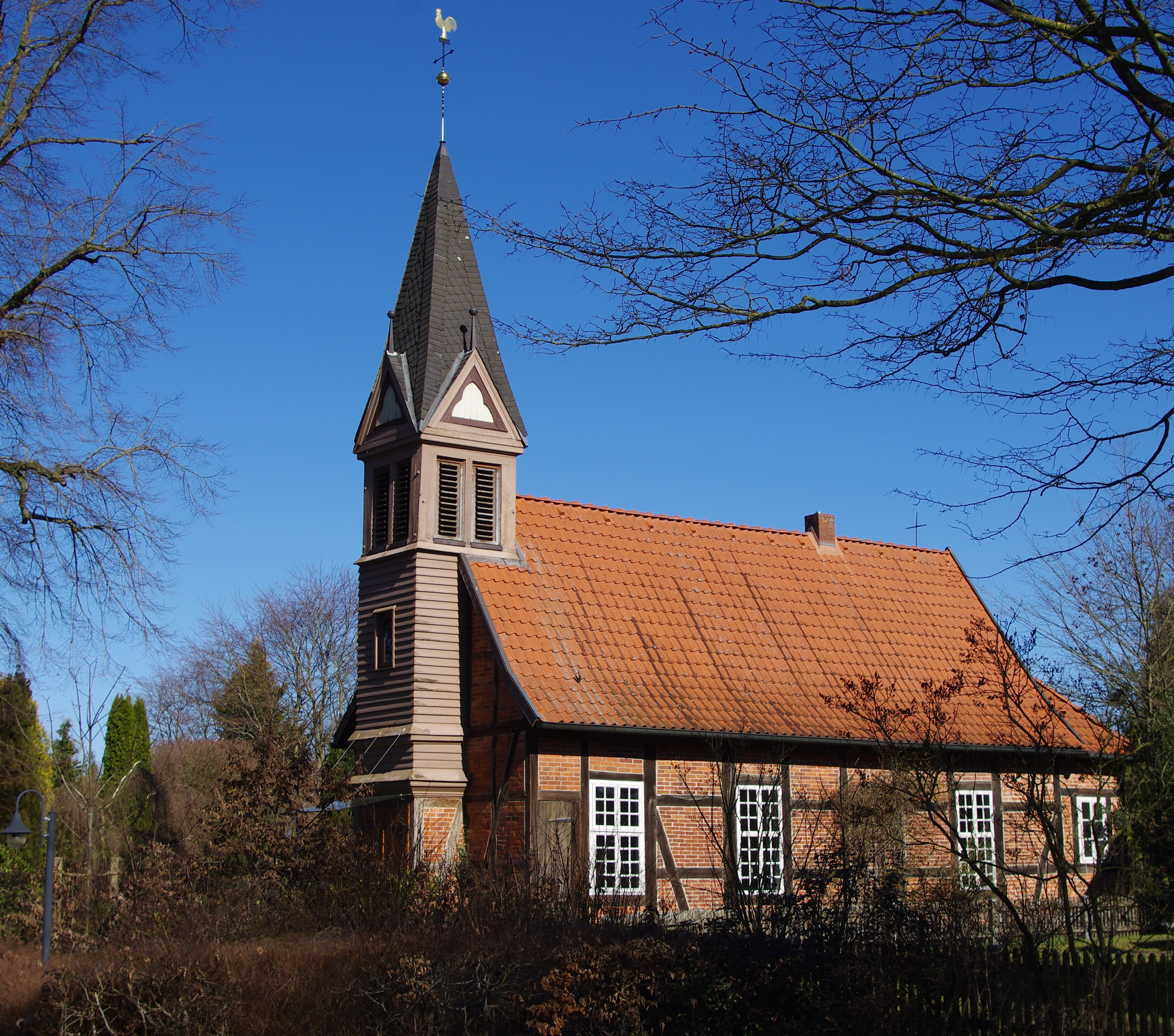
Kapelle in Anderten

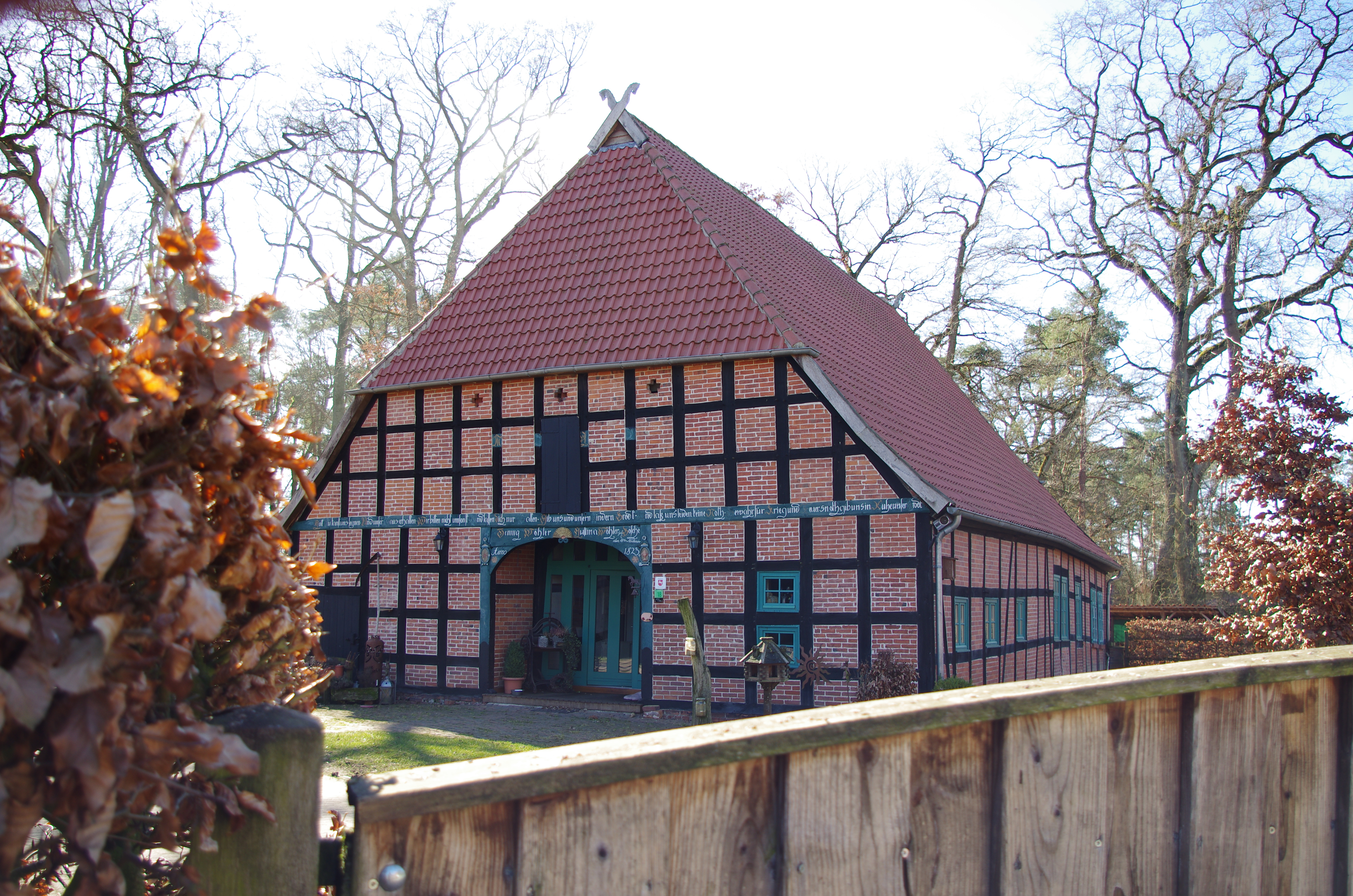
Vierständerbau als Ziegelfachwerk

Der Ort wurde erstmals im Jahre 1230 urkundlich erwähnt. Bereits 1302 erschien das Dorf auf historischen Karten. Anderten lag strategisch günstig an mehreren wichtigen Handelsstraßen und -wegen. Dazu zählten unter anderem der „Folcwech“ (Folkweg), der „Heswech“ (Hesseweg) und die Via Regia oder Salzstraße von Minden nach Bremen. Das machte den Ort als Zwischenstation für Händler und als „Zollstelle“ zwischen den verschiedenen Grafschaften und Fürstentümern interessant. Als Zollstelle wurde wahrscheinlich die Andertenburg genutzt, von der heute nichts mehr erhalten ist. Nähere Erkenntnisse über die Anlage sind nicht bekannt.
Zeitweise gehörte Anderten zur Grafschaft Hoya. Sowohl das Fürstentum Calenberg, zu dem der Nachbarort Gadesbünden gehörte, als auch das Fürstentum Lüneburg hatten Ansprüche auf das Dorf. 1932 kam Anderten im Zuge einer Gebietsreform zum Landkreis Nienburg.
Die Herkunft des Ortsnamens Anderten ist nicht nachweisbar. Ob er von einem Adelsgeschlecht stammt ist nicht geklärt. Es ist ebenso wenig bekannt, ob eine Verbindung zum heutigen hannoverschen Stadtteil Anderten bestand.
Zum Dorf Anderten gehört das Rittergut Hämelsee mit dem dazugehörigen See. Das Gut wurde erstmals 1345 urkundlich erwähnt. Heute befindet sich auf dem Gebiet um den Hämelsee ein beliebter Campingplatz mit angeschlossenem Ferienhausgebiet im angrenzenden Wald. Für die gesamte Region ist der See ein beliebtes Naherholungsgebiet. Zu ihm besteht ein öffentlicher Zugang auf Grund des früheren „Schafwaschrechts“. Als die Schafhaltung nach und nach aufgegeben wurde wandelte man das Recht in ein Kinderwaschrecht um. Die Einwohner Andertens haben auf Grund des Schafwaschrechtes bis heute freien Zugang zum Hämelsee.
Trotz der ersten urkundlichen Erwähnung des Ortes im Jahre 1230 ist davon auszugehen, dass das Dorf eine weitaus ältere Besiedlungsgeschichte hat. Es gibt Funde von steinzeitlichen Werkzeugen. 1737 wurde von einer kleinen hölzernen Kapelle im Dorf berichtet. Noch heute verfügt das Dorf über eine kleine Kapelle mit angeschlossenem Friedhof, in der monatlich ein Gottesdienst stattfindet. Die Kapelle befindet sich in einem sanierten und restaurierten Zustand.
Am 1. März 1974 wurde Anderten in die Gemeinde Heemsen eingegliedert.

## Sehenswürdigkeiten

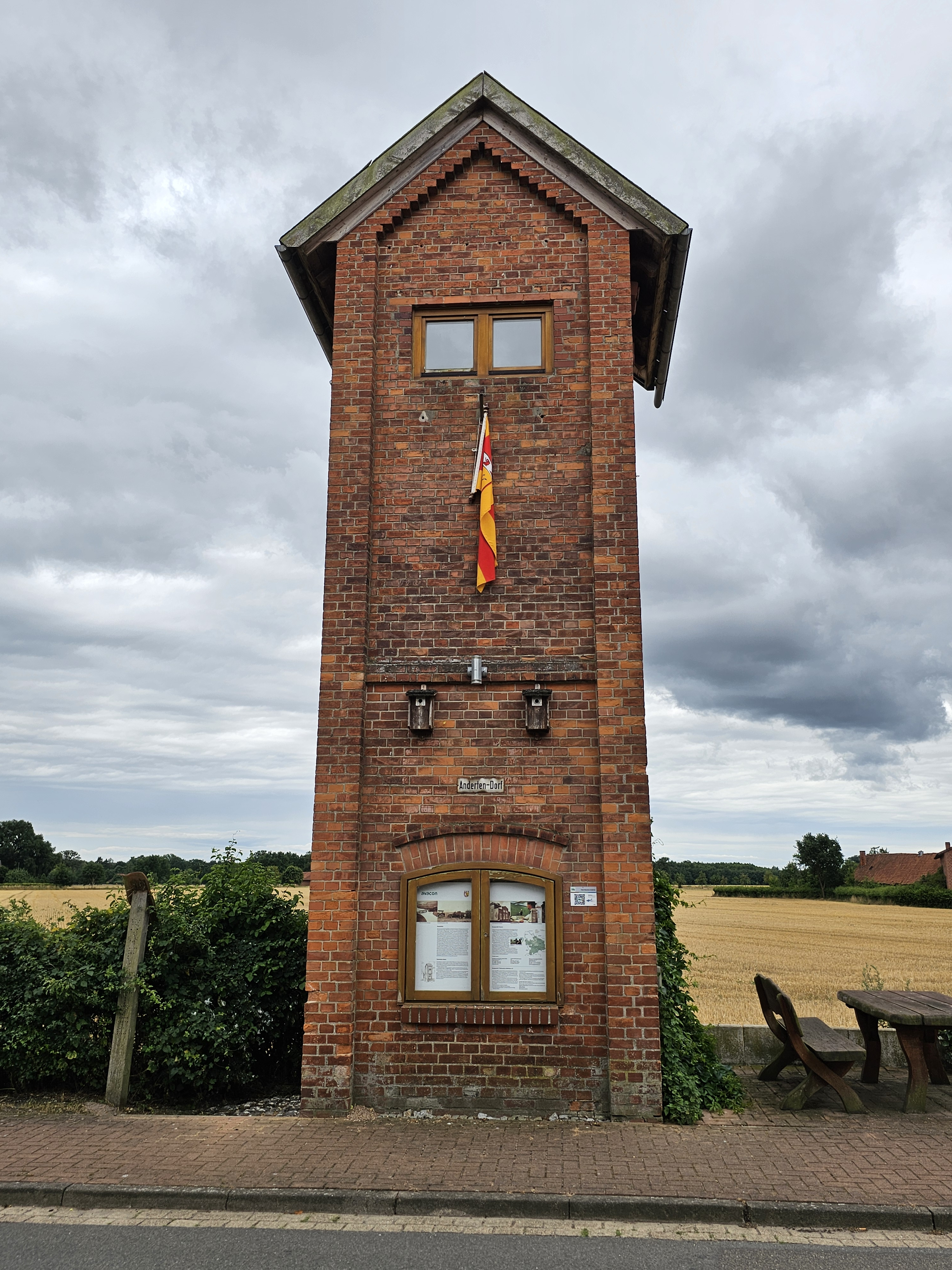
Transformatorenhaus Anderten

Siehe auch Liste der Baudenkmale in Heemsen#Anderten
Die Kapelle Anderten ist eine Mitte des 19. Jahrhunderts errichtete Kapelle in Anderten, die 1900 erweitert wurde. Ein Vorgängerbau ist ab Ende des 16. Jahrhunderts belegt. Die Kiche ist ein kleines Fachwerkgebäude mit Sprossenfenstern unter einem Satteldach und einem Kirchturm Seitengiebeln. Sie ist eines der ältesten und dorfbildprägenden Fachwerkgebäude von Anderten.
Ein bäuerliches Wohn-/Wirtschaftsgebäude als Vierständerbau steht ebenfalls unter Denkmalschutz. Es ist ein 1823 erbaut Ziegelfachwerk mit Vorschauer und Halbwalmdach.
Das Transformatorenhaus Anderten spiegelt die Geschichte der Elektrifizierung des Ortes und wurde 1926 als Turmstation errichtete. Der rote Backsteiturm ist 9,7 Meter hoch. Zur Einweihung wurde ein Lichterfest gefeiert, bei dem bereits der erste Stromausfall erfolgte. 1998 wurde der Turm funktionslos, nachdem die Leitungen in den Boden verlegt wurden. Ein Abriss wurde angekündigt aber nicht umgesetzt, da sich ein Verein gründete, der sich für den Erhalt des ortsbildprägenden Gebäudes einsetzte, es erwarb und sanierte. Auf einer Tafel wird die Entwicklung der Stromversorgung auf dem Lande dargestellt. Im Innern ist eine Ausstellung über die Geschichte der Energieversorgung im Landkreis Nienburg/Weser geplant.

## Heutige Situation
Nachdem ab etwa dem Jahr 2000 im Ort Bauplätze geschaffen worden waren, zogen junge Familien mit Kindern in das Dorf. Unter den Ortsbewohnern besteht ein starkes Zusammengehörigkeitsgefühl, das sich durch ein reges Vereinsleben äußert. Trotz der geringen Einwohnerzahl gibt es in Anderten einen Schützenverein (gegründet 1905) mit Jugendabteilung, die Freiwillige Feuerwehr Anderten (gegründet 1932), eine Gymnastikgruppe der Frauen (seit 1982) und einen Heimatverein, genannt „Trafo-Verein“ (gegründet 2001). Im selben Jahr nahm Anderten am Kreisentscheid des Wettbewerbes „Unser Dorf soll schöner werden, unser Dorf hat Zukunft“ teil und belegte hinter Brokeloh den zweiten Platz. Im Dorf gibt es eine Theatergruppe.